# Poa humilis
Poa humilis är en gräsart som beskrevs av Jakob Friedrich Ehrhart och Franz Georg Hoffmann. Poa humilis ingår i släktet gröen, och familjen gräs. Inga underarter finns listade i Catalogue of Life.